# Saints de Laval
Die Saints de Laval waren eine kanadische Eishockeymannschaft aus Laval, Québec. Das Team spielte in der Saison 1969/70 in einer der drei höchsten kanadischen Junioren-Eishockeyligen, der Québec Major Junior Hockey League (QMJHL).

## Geschichte
Die Saints de Laval wurden 1967 gegründet und spielten zunächst je ein Jahr lang in der Québec Junior Hockey League, sowie der Metropolitan Montreal Junior Hockey League, ehe sie zur Saison 1969/70 als eines von elf Gründungsmitgliedern in die Québec Major Junior Hockey League aufgenommen. Die erste Spielzeit der QMJHL beendeten sie auf dem fünften und somit letzten Platz der West-Division und verpassten somit die Playoffs. In 56 Spielen der regulären Saison gelangen den Kanadiern nur 18 Siege. Nach nur einem Jahr in der QMJHL und insgesamt drei Jahren wurde das Franchise 1970 aufgelöst.

## Saisonstatistik (QMJHL)
Abkürzungen: GP = Spiele, W = Siege, L = Niederlagen, T = Unentschieden, OTL = Niederlagen nach Overtime SOL = Niederlagen nach Shootout, Pts = Punkte, GF = Erzielte Tore, GA = Gegentore, PIM = Strafminuten
| Saison  | GP | W  | L  | T | OTL | SOL | Pts | GF  | GA  | Platz    | Playoffs           |
| 1969–70 | 56 | 18 | 38 | 0 | —   | —   | 36  | 203 | 304 | 5., West | nicht qualifiziert |

## Ehemalige Spieler
Folgende vier Spieler, die für die Saints de Laval aktiv waren, spielten im Laufe ihrer Karriere in der National Hockey League: 
- Serge Beaudoin (1969–70)
- Jocelyn Guèvremont (1967–68)
- Hartland Monahan (1968–69)
- André Peloffy (1968–70)

## Team-Rekorde (QMJHL)

### Karriererekorde
Spiele: 56   André Peloffy,  Maurice Desfosses
Tore: 37   André Peloffy
Assists: 43   André Peloffy
Punkte: 80   André Peloffy
Strafminuten: 178  Serge Beaudoin